# Tod in einer Sommernacht
Tod in einer Sommernacht ist ein US-amerikanischer Kriminalfilm von James A. Contner aus dem Jahr 1998. Eine der Hauptrollen spielte Erika Eleniak.

## Handlung
In der ersten Szene sieht man, dass ein maskierter Mann Art Brooks in seinem Haus erschießt. Danach ruft er jemanden an; als sich eine männliche Stimme meldet, hustet er zweimal und unterbricht die Verbindung. Danach wird die Bestattung gezeigt, anschließend sieht man in einer Rückblende die zwei Jahre zuvor erfolgten Ereignisse.
Die Marketingfachfrau Kelly Moore lernt den vermögenden Art Brooks näher kennen, für den sie arbeitet. Er überrascht sie mit dem Angebot, kurzfristig in Las Vegas zu heiraten. Später legt er ihr einen Ehevertrag vor, den ihr Anwalt Richard Linsky für ungünstig hält. Kelly bemerkt erst nach der Hochzeit die Alkoholprobleme von Art. Er begießt ihr Kleid mit seinem Drink, als sie sich weigert, für eine Veranstaltung ein anderes Kleid an zu ziehen.
In einer weiteren Rückblende erzählt Linsky, wie seine Affäre mit Kelly begann. Sie wurde von Art verprügelt, Richard tröstete sie. Etwas später zog sie zu Linsky.
Vincent DeVille wendet sich an Linsky und sagt, Art Brooks habe ihn mit der Tötung des Anwalts beauftragt. Er könne jedoch für ein erhöhtes Honorar Art Brooks töten. Linsky ist unentschlossen.
Art Brooks wird getötet, die Polizei verhaftet De Ville. Die Aussagen von De Ville während des Gerichtsprozesses weisen auf die Mittäterschaft der Witwe hin. Linsky behauptet daraufhin, es sei seine Schuld gewesen. Er wird verurteilt, Kelly wird freigesprochen.
In der letzten Szene sieht man Kelly und den ermittelnden Polizeidetektiv Mingus, als sie am Tisch irgendwo in Deutschland sitzen. De Ville tanzt in der Nähe mit einer Frau. Mingus fragt Kelly, wie sie so sicher sein konnte, dass Richard die Schuld auf sich nehmen würde. Sie antwortet, die Männer würden sie immer hilfsbedürftig finden.

## Kritiken
- Die Redaktion von www.teleboy.ch schrieb, dass der Thriller „raffiniert gebaut“ sei. Er biete überraschende Wendungen der Handlung.[1]
- Die Zeitschrift TV Spielfilm schrieb, der Thriller sei „peinlich“.[2]

## Hintergrund
Der Film wurde in Vancouver, Kanada gedreht. Die Erstveröffentlichung in den USA erfolgte am 12. März 1998, in Schweden am 21. August 2000.